# Bkafla
Bkafla (tiếng Ả Rập: بكفلا) là một ngôi làng Syria nằm ở Jisr al-Shughur Nahiyah ở huyện Jisr al-Shughur, Idlib. Theo Cục Thống kê Trung ương Syria (CBS), Bkafla có dân số 28 người trong cuộc điều tra dân số năm 2004.